# Adoretus nasutus
Adoretus nasutus är en skalbaggsart som beskrevs av Fahraeus 1857. Adoretus nasutus ingår i släktet Adoretus och familjen Rutelidae. Inga underarter finns listade i Catalogue of Life.